# Білоусівська сільська рада (Тульчинський район)
| Білоусівська сільська рада — колишній орган місцевого самоврядування у Тульчинському районі Вінницької області з адміністративним центром у с. Білоусівка. Сільській раді були підпорядковані населені пункти: - с. Білоусівка |

## Склад ради
Рада складалася з 14 депутатів та голови.

## Керівний склад сільської ради
| ПІБ                      | Основні відомості                                                         | Дата обрання | Дата звільнення |
| ------------------------ | ------------------------------------------------------------------------- | ------------ | --------------- |
| Шпак Катерина Степанівна | Сільський голова, 1960 року народження, освіта, член народної партії      | 26.03.2006   | 31.10.2010      |
| Шпак Катерина Степанівна | Сільський голова, 1960 року народження, освіта вища, член народної партії | 31.10.2010   |                 |

Примітка: таблиця складена за даними джерела